# 岩釣兼生
岩釣 兼生（いわつり かねお、1944年3月25日 - 2011年1月27日）は、日本の柔道家。七段。身長182 cm、体重105 kg（全盛期）。熊本県出身。晩年、雑誌などでは岩釣 兼旺を名乗ることが多かった。

## 来歴

### 柔道家として
熊本県立鹿本高等学校時代、木村政彦にスカウトされ拓殖大学に入学。当時の木村の指導方法は、気が向いたら真夜中だろうと部員を叩き起こすというもので、1日のうち24時間が練習時間と言っても過言ではないくらい厳しいものであったとされる。
岩釣は師匠ゆずりの独特の大外刈や腕緘（キムラロック）を身につけて、1965年の大学4年時、キャプテンとして部を率い、全日本学生柔道優勝大会決勝でそれまで4連覇していた明治大学を破って拓殖大学を戦後団体戦初優勝に導く。そのレギュラーメンバーの中には東京オリンピック重量級銀メダリストのロジャースらがいた。
大学卒業後は兵庫県警に入り、下宿の庭に電柱を立てて毎晩1000本の打ち込みをするなど猛練習を重ね、各種警察大会で何度も優勝したほか、1971年の全日本選手権では、3回目の出場にて初制覇を果たした。世界選手権チャンピオンの佐藤宣践や後のオリンピック金メダリスト関根忍、二宮和弘らを退けての優勝であった。この優勝は拓殖大学としては木村政彦以来の快挙である。
同じく1971年の9月に開催された世界選手権では、岩田久和（明治大）と共に重量級代表として出場するも、3回戦でイギリスのキース・レムフリーに敗れ、メダル獲得はならなかった。
翌1972年の全日本選手権では、2回戦で村井正芳に敗れ連覇ならず。

### プロ格闘技との関わり
1976年、全日本プロレス入りが決まっていたが、契約書にサインする段階になって社長のジャイアント馬場と拓殖大学側の要求にずれがあり決裂、全日本プロレス入りは幻に終わった。
このとき、岩釣は師匠木村政彦とともに裸でのスパーリング、空手、ボクシング、脚関節などを含めた真剣勝負（いわゆるバーリトゥード）を前提にした一日7時間に及ぶ秘密特訓を続けていた。1954年の木村政彦vs力道山の復讐をしようとしていたのだ。この試合は通常のプロレスで、結果は引き分けで終わるはずだったが、突如力道山が本気で殴りかかって木村が流血、失神KO負けを喫している。
拓殖大学側は「力道山にだまし討ちにあった木村政彦先生の敵を討ちたい」という考えで、社長の馬場に「デビュー戦はジャイアント馬場とやり、プロレスのアングルとして岩釣を勝たせる。その要求を呑めないならばリング上で真剣勝負に持ち込み馬場を潰す」という条件を突きつけた。
馬場はこの拓殖大学側の要求に怒り、「もしそういうことになったらウチの若いレスラーたちが岩釣君をリングから降ろさないが、そういう覚悟があるのか」と応じた。それに対して岩釣に付き添っていた拓殖大学の先輩が「この野郎っ! 拓大をなめるんじゃねえ! 貴様こそリングから降ろさんぞ!」と激怒、契約は白紙に戻された。
後に岩釣は「命をかけて木村先生の敵討ちをするつもりでした」と語っている。
作家の増田俊也によると、昭和50年代（1975～1984年）、日本のある地方都市である胴元のもと、岩釣は地下格闘技の大会に出てチャンピオンベルトを巻いていた。賭博の対象となったバーリトゥードの違法大会であった。各界の大物たちが自身がタニマチの自慢の格闘家を連れてきては戦わせていた。岩釣はプロレスへの復讐のために磨いた技術で打撃をしのぎ、寝技で仕留め、勝ち続けた。

### 指導者として
現役引退後は母校の拓殖大学でコーチや監督を歴任。1988年のソウルオリンピックではその指導力を買われ、エジプト代表チームの監督を務める。ロサンゼルスオリンピック決勝で山下泰裕と戦ったモハメド・ラシュワン（エジプト）は岩釣の愛弟子にあたる。その後、講道館での指導員を経て、坂口征二の主宰する坂口道場にて後進の指導に当たった。
なお柔道修行の一環としてサンボも経験しており、1969年にモスクワで開催されたサンボ国際トーナメントでは優勝を果たす。また第20回世界サンボ選手権大会（女子68 kg級）で優勝した武田美智子は岩釣の教え子にあたる。
坂口道場コーチ時代から悪性リンパ腫で闘病していたが、2011年1月27日に死去した。66歳没。

## 著書など
- 「木村政彦伝 鬼の柔道」（技術解説DVD、クエスト）